# Troutdale
Troutdale az Amerikai Egyesült Államok északnyugati részén, Oregon állam Multnomah megyéjében, Greshamtől északra és Wood Village-től keletre helyezkedik el. A 2010. évi népszámláláskor 15 962 lakosa volt. A város területe 15,59 km², melyből 0,21 km² vízi.
A település a Historic Columbia River Highway a Mount Hood Scenic Byway, és a Columbia River Gorge nyugati vége.

## Történet
A közösséget eredetileg Sandynek hívták, nevét a közeli Sandy-folyóról kapta. Postahivatala 1854 és 1868 között működött. A Clackamas megyében lévő, ma is Sandy nevet viselő települést eredetileg Revenue-nak hívták; postahivatalát 1873-ban alapították, ami ma is működik.
A Troutdale nevet John Harlow telepes adta a háza melletti völgyben lévő tóban élő pisztrángok után. Postahivatalát 1880-ban hozták létre.
1920-ban a Bissinger Company vagy Bissinger Wool Pullery néven működő vállalat itt építette meg székhelyét és egy víztornyot, melyek ma is állnak. A cég szerepelt a Ripley's Believe it or Not!-ban, ugyanis raktárukban az állati bőrök között egy macskát találtak; az állat a cég kabalája lett. A víztorony ma „Old Historic Water Tower” („Régi történelmi víztorony”) néven ismert.

## Földrajz és éghajlat

### Földrajz
A Népszámlálási Hivatal adatai alapján a város területe 15,59 km², melyből 0,21 km² vízi.
A település a Sandy és Columbia folyók találkozásánál, Portlandtől 19 km-re keletre fekszik.

### Éghajlat
A térség nyarai melegek (de nem forróak) és szárazak; a havi maximum átlaghőmérséklet 22 °C. A Köppen-skála alapján a város éghajlata meleg nyári mediterrán. A legcsapadékosabb a november–január, a legszárazabb pedig a július–augusztus közötti időszak. A legmelegebb hónap augusztus, a leghidegebb pedig december.
| Hónap                         | Jan.  | Feb.  | Már.  | Ápr. | Máj. | Jún. | Júl. | Aug. | Szep. | Okt. | Nov.  | Dec.  | Év    |
| ----------------------------- | ----- | ----- | ----- | ---- | ---- | ---- | ---- | ---- | ----- | ---- | ----- | ----- | ----- |
| Rekord max. hőmérséklet (°C)  | 18,3  | 21,1  | 26,1  | 31,7 | 36,7 | 40,0 | 40,6 | 42,2 | 39,4  | 31,1 | 23,9  | 20,0  | 42,2  |
| Átlagos max. hőmérséklet (°C) | 7,8   | 10,0  | 13,3  | 16,7 | 20,0 | 23,3 | 27,2 | 27,8 | 24,4  | 17,8 | 11,7  | 7,2   | 17,3  |
| Átlaghőmérséklet (°C)         | 4,5   | 5,9   | 8,6   | 10,9 | 13,9 | 16,7 | 19,7 | 20,0 | 17,2  | 12,3 | 7,8   | 3,9   | 11,8  |
| Átlagos min. hőmérséklet (°C) | 1,1   | 1,7   | 3,9   | 5,0  | 7,8  | 10,6 | 12,2 | 12,2 | 10,0  | 6,7  | 3,9   | 0,6   | 6,3   |
| Rekord min. hőmérséklet (°C)  | −30,0 | −18,0 | −34,4 | −4,4 | −2,8 | −1,1 | 3,3  | 3,3  | −2,2  | −4,4 | −11,7 | −14,4 | −34,4 |
| Átl. csapadékmennyiség (mm)   | 157   | 134   | 118   | 98   | 75   | 61   | 19   | 22   | 47    | 100  | 185   | 182   | 1198  |
| Forrás: The Weather Channel   |       |       |       |      |      |      |      |      |       |      |       |       |       |

## Népesség

### 2010
A 2010-es népszámláláskor a városnak 15 962 lakója, 5672 háztartása és 4208 családja volt. A népsűrűség 1037,8 fő/km2. A lakóegységek száma 5907, sűrűségük 384,1 db/km2. A lakosok 83,6%-a fehér, 2,1%-a afroamerikai, 1%-a indián, 4,6%-a ázsiai, 0,4%-a a Csendes-óceáni szigetekről származik, 4,2%-a egyéb, 4%-a pedig kettő vagy több etnikumú. A spanyol vagy latino származásúak aránya 10,6% (8,3% mexikói, 0,4% Puerto Ricó-i, 0,1% kubai, 1,8% egyéb spanyol vagy latino származású.)
A háztartások 40,3%-ában élt 18 évnél fiatalabb. 55,7% házas, 12,9% egyedülálló nő, 5,6% egyedülálló férfi, 25,8% pedig nem család. 18,8% egyedül élt; 5,1%-uk 65 éves vagy idősebb. Egy háztartásban átlagosan 2,81 személy élt; a családok átlagmérete 3,2 fő.
A medián életkor 34 év volt. A város lakóinak 27,5%-a 18 évesnél fiatalabb, 9,8% 18 és 24 év közötti, 27,9%-uk 25 és 44 év közötti, 27,1%-uk 45 és 64 év közötti, 7,6%-uk pedig 65 éves vagy idősebb. A lakosok 49%-a férfi, 51%-a pedig nő.

### 2000
A 2000-es népszámláláskor  a városnak 13 777 lakója, 4671 háztartása és 3692 családja volt. A népsűrűség 895,8 fő/km2. A lakóegységek száma 4865, sűrűségük 316,3 db/km2. A lakosok 87,54%-a fehér, 1,9%-a afroamerikai, 0,92%-a indián, 4,14%-a ázsiai, 0,25%-a a Csendes-óceáni szigetekről származik, 1,71%-a egyéb-, 3,53%-a pedig kettő vagy több etnikumú. A spanyol vagy latino származásúak aránya 4,62% (3,3% mexikói, 0,2% Puerto Ricó-i, 0,1% kubai, 1,1% pedig egyéb spanyol/latino származású.)
A háztartások 44,3%-ában élt 18 évnél fiatalabb. 64,6% házas, 10,8% egyedülálló nő; 21% pedig nem család. 13,9% egyedül élt; 1,9%-uk 65 éves vagy idősebb. Egy háztartásban átlagosan 2,89 személy élt; a családok átlagmérete 3,19 fő.
A város lakóinak 30,1%-a 18 évesnél fiatalabb, 9% 18 és 24 év közötti, 35,4%-uk 25 és 44 év közötti, 21,1%-uk 45 és 64 év közötti, 4,4%-uk pedig 65 éves vagy idősebb. A medián életkor 32 év volt. Minden 100 nőre 100,4 férfi jut; a 18 évnél idősebb nőknél ez az arány 99,4.
A háztartások medián bevétele 56 593 amerikai dollár, ez az érték családoknál $62 203. A férfiak medián keresete $41 808, míg a nőké $30 989. A város egy főre jutó bevétele (PCI) $21 778. A családok 3,3%-a, a teljes népesség 4,8%-a élt létminimum alatt; a 18 év alattiaknál ez a szám 4,2%, a 65 évnél idősebbeknél pedig 6%.

## Gazdaság
A Reynolds Aluminum egykor a térség legnagyobb foglalkoztatója volt. A gyárat 1941-ben nyitották meg a háborús szükségletek ellátására, végül 2000-ben zárták be. A közeli Wood Village a gyár dolgozóinak elszállásolására jött létre.

## Infrastruktúra

### Oktatás
Troutdale a Reynolds Iskolakerület alá tartozik. A városnak két általános- (Sweetbriar Elementary és Troutdale Elementary School) és egy középiskolája (Walt Morey Middle School), valamint egy gimnáziuma (Reynolds High School) és egy magániskolája (Open Door Christian Academy) van.

### Közlekedés
1907 és 1927 között működött a Portland Railway, Light and Power Company által üzemeltetett, a várost Greshammel és Portlanndel összekötő vasútvonal.
Legkorábban 1940 és 1960 között a Portland Stages, Inc buszjáratokat üzemeltetett a három város között. A vonalakat 1970-ben átvette az új közszolgáltató, a TriMet.
A településen van a Troutdale-i reptér, ahonnan kisgépes turistacsoportok indulnak a Columbia River Gorge-hoz.

## Turizmus
A város legismertebb helye a McMenamins sörfőzde és szállodalánc tulajdonában lévő 15,5 hektáros Edgefield (korábban Multnomah County Poor Farm), ahol éttermek, bárok, és szórakozóhelyek találhatók. Szerepel a Történelmi Helyek Nemzeti Jegyzékében.
A jegyzékben szerepel még a Fred Harlow-ház és a Troutdale-i Metodista Episzkopális Templom.

## Fordítás
Ez a szócikk részben vagy egészben  a   Troutdale, Oregon című angol Wikipédia-szócikk ezen változatának fordításán alapul.  Az eredeti cikk szerkesztőit annak laptörténete sorolja fel. Ez a jelzés csupán a megfogalmazás eredetét és a szerzői jogokat jelzi, nem szolgál a cikkben szereplő információk forrásmegjelöléseként.